# Santa Maria Novella
A Santa Maria Novella Firenze egyik legjelentősebb temploma. Az azonos nevű pályaudvar közelében áll.

## Leírása

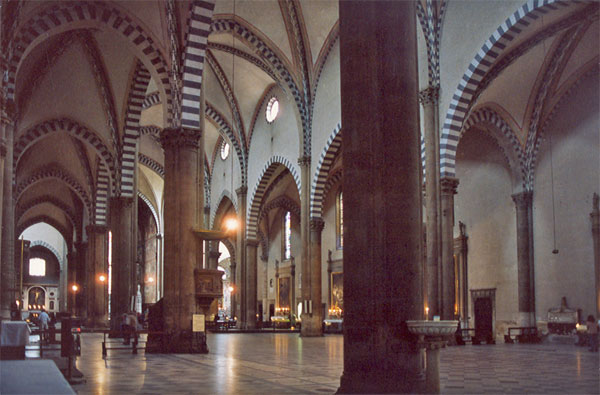
A templom belsője

Építéséhez 1278-ban kezdtek dominikánus szerzetesek. A templom 1360-ra épült fel, de a fehér- és zöldmárvány berakással díszített homlokzat csak 1470 körül készült Leone Battista Alberti tervei alapján. Ez volt az első háromhajós bazilika, amelynél a két alacsonyabb oldalhajó homlokzati díszítése csigavonalas, volutás kiképzéssel csatlakozott a magasabb középhajóhoz. Ezt a stílust a következő évszázadok templomépítésekor gyakorta használták.
A 99 m hosszú főhajó még nagyobbnak tűnik egy optikai érzékcsalódás segítségével. A szentély felé haladva az oszlopok közti távolság ugyanis egyre kisebb, a kezdeti 15 m-ről 11,5 m-re csökken. A szentély felé a padozat is két lépcsőfokkal emelkedik.
A jobb oldalhajó első falmezőjében Ippolito Venturi síremléke a múlt század elejéről való klasszicista munka. A második falmező Boldog Villana síremlékét Bernardo Rossellino készítette 1451-ben. A harmadik és negyedik oltár képét Giovanni Battista Naldini festette a 16. században. A jobb oldalhajó utolsó síremléke művészileg nem, viszont a magyar történelem szempontjából mégis jelentős, mert felirata elmondja, hogy az itt nyugvó Ricasoli püspök VII. Kelemen pápa megbízásából Pannóniában is harcolt a törökök ellen.
A jobb oldali kereszthajóban magasan befalazva két gótikus síremlék áll. Az egyik egy 1336-ban meghalt fiesolei püspök síremléke, Tino di Camainótól, a másik egy 1440-ben itt elhunyt konstantinápolyi pátriárkáé, Nino Pisano Madonna szobrával. A kereszthajóból lépcsők vezetnek az úgynevezett Rucellai-kápolnába amelynek legfőbb dísze a Máriát a kis Jézussal ábrázoló oltárkép volt. A Ducciónak tulajdonított festmény ma az Uffiziben látható.
A főoltártól jobbra található az úgynevezett Strozzi-kápolna, alapítójának, az 1491-ben meghalt Filippo Strozzinak síremlékével, amelyet Benedetto da Maiano készített. A kápolna freskóit Filippino Lippi festette 1502-ben.

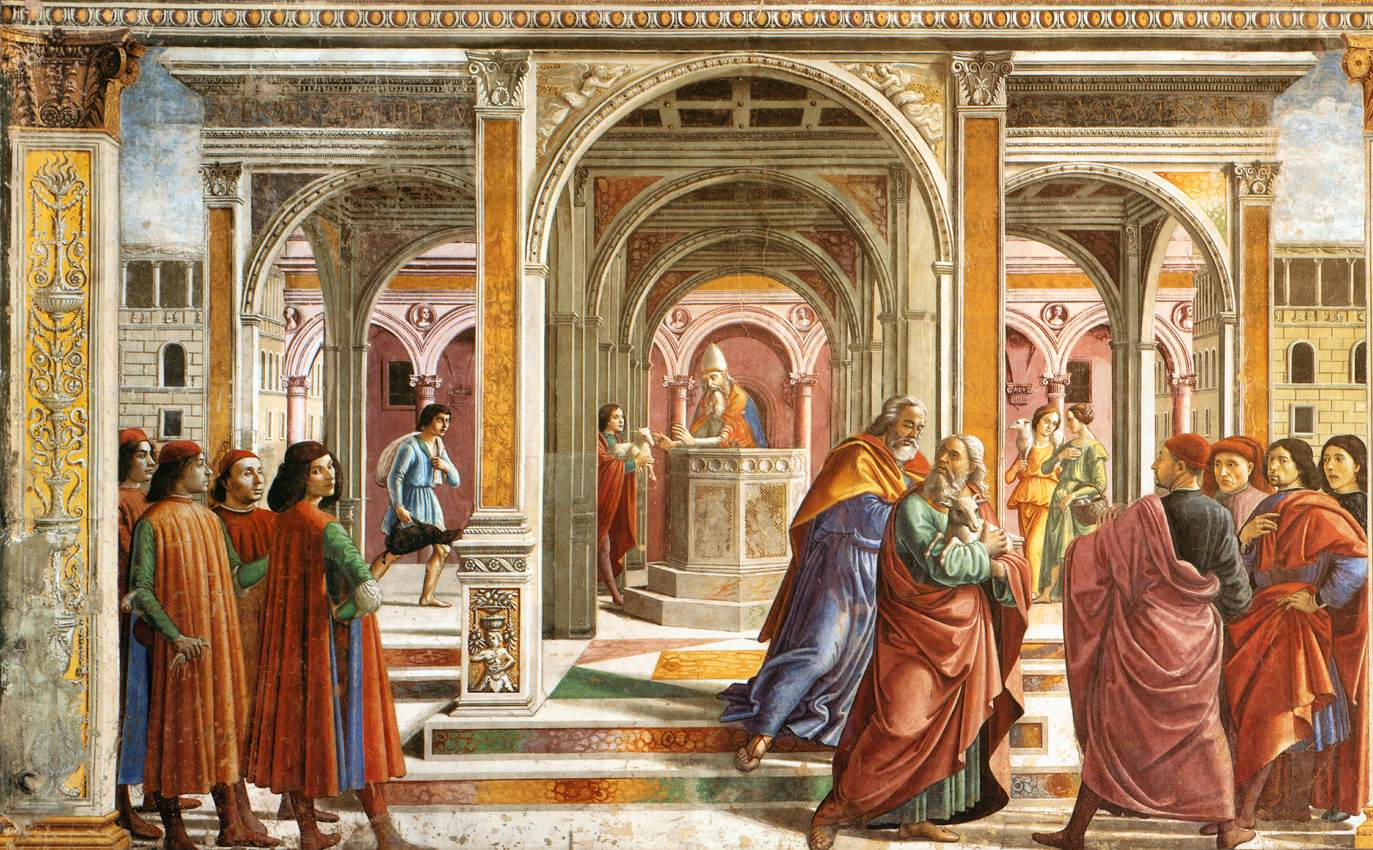
Domenico Ghirlandaio freskója a Cappella Tornabuoni kápolnában

A középső kápolna azaz Cappella Maggiore falait Domenico Ghirlandaio freskói díszítik. A 15. század második felének népszerű firenzei festője Giovanni Tornabuoni bankár megrendelésére Szűz Mária és Keresztelő János életének főbb eseményeivel illusztrálta a csúcsíves záródású oldalfalakat, míg a főfalon Mária koronázását festette meg, az alsó mezőben az alapító Tornabuonival és ennek fiatalon elhunyt feleségével. De a két oldalfalon is, a szent jelenetek szereplői között, kortársainak egész sorát ábrázolta, és a bibliai cselekmények egy részét is firenzei nagypolgári környezetbe helyezte. A főoltár előtt, a padlóban látható az 1424-ben elhunyt Leonardo Dati rendfőnök síremléke, amit Lorenzo Ghiberti készített.

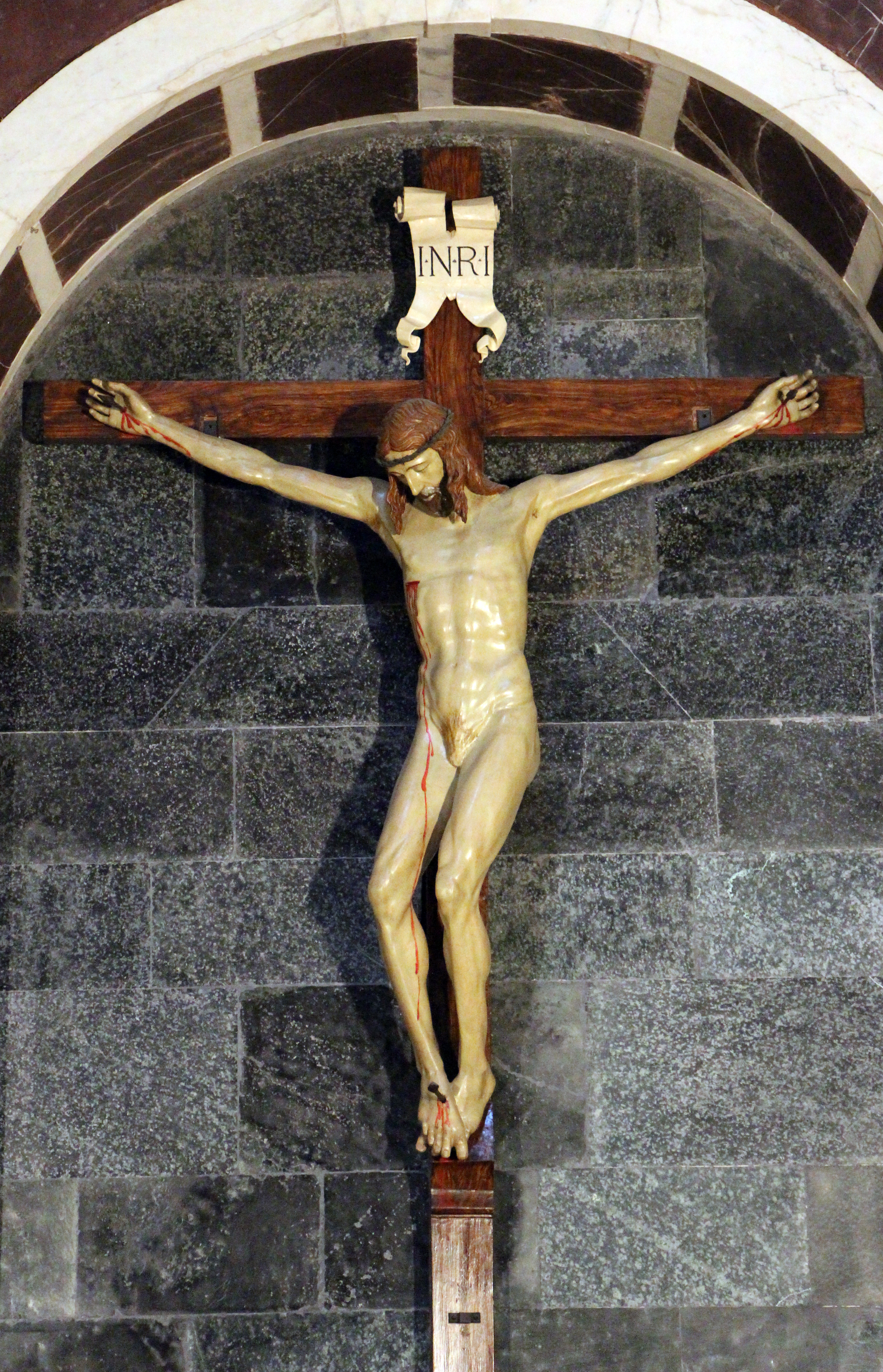
Brunelleschi híres fából készült feszülete

A szentélytől balra levő kápolnát (Cappella Gondi) Giuliano da Sangallo építette a Gondi család részére. Legfőbb nevezetessége Brunelleschi híres fafeszülete, melyet Donatellóval vetélkedve faragott. Giorgio Vasari elbeszélése szerint ugyanis Brunelleschi, amikor meglátta Donatellónak a Santa Crocéban levő fafeszületét, rosszallóan így szólt: Egy parasztot feszítettél itt keresztre. Donatello azt válaszolta, hogy könnyebb kritizálni, mint jobbat csinálni. Brunelleschi szótlanul hazament, munkához látott, és amikor készen lett az elképzelése szerint ideális feszülettel, elment barátjához. Az utcán találkozott Donatellóval, aki felfogott kötényében éppen tojásokat vitt. Amikor belépett Brunelleschi műtermébe, a csodálkozástól kiengedte kezéből köténye csücskét, és az összetört tojásokra rá se hederítve így kiáltott: „Belátom, igazad volt!”
Bal oldalon a Gaddi család kápolnája (Cappella Gaddi) következik, amelynek oltárképét Agnolo Bronzino festette. A bal oldali kereszthajó lépcsői az Aquinói Szent Tamásnak szentelt Strozzi-kápolnába visznek. Az oltárképet és fölötte az Utolsó ítéletet Andrea Orcagna festette a 14. század közepén. A bal oldalhajó második és harmadik féloszlopa közötti freskó Masaccio műve: a Szentháromság Máriával, János apostollal és kétoldalt a megbízókkal.

## Kolostorudvarok
A templomtól balra találhatók a régi kolostorudvarok. Világhírű a templom oldalfalához csatlakozó, amelyet falfestményeinek színe után zöld kolostornak, Chiostro Verde-nek neveznek. A festmények a bibliai teremtés-történetet Noé részegségéig ábrázolják. Az első három mezőt valószínűleg Giotto tanítványai festették, a Noéval kapcsolatosakat Paolo Uccello. Az egykor híres freskókat súlyosan megrongálta az 1966-os árvíz, amelynek szintjét egy márványtábla jelzi.

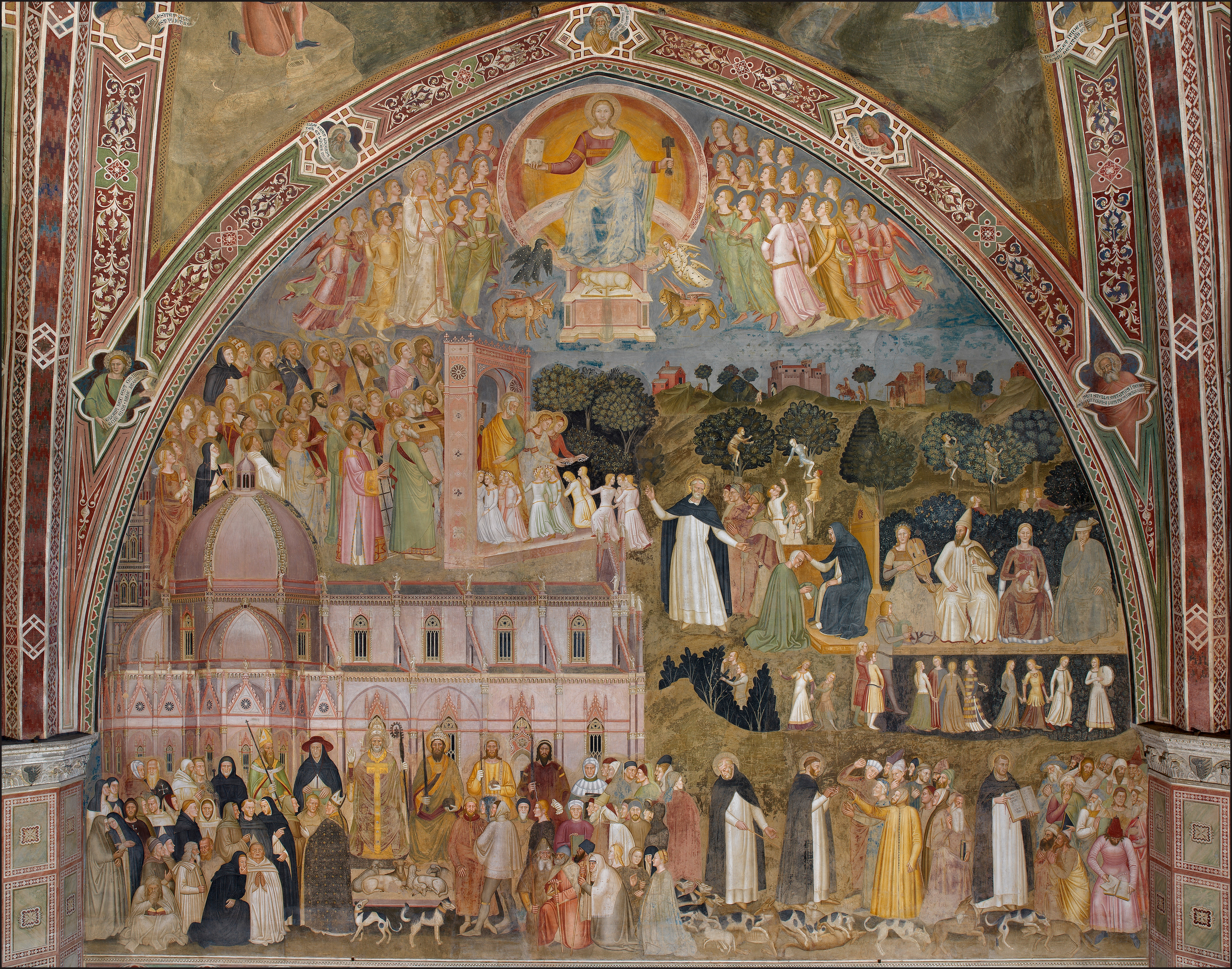
Cappella degli Spagnioli, Andrea di Bonaiuto freskója a Via veritas o La Chiesa militante e trionfante

A kerengő északi oldaláról nyílik a Cappella degli Spagnioli (Spanyolok kápolnája). A Jacopo Talenti által a 14. század közepén átalakított káptalani termet a század hatvanas éveinek végén Andrea da Firenze festette ki. A korábban az úrnapi ünnepségekre használt kápolnát 1566-ban a Firenzében élő spanyolok kapták meg: innen a neve is. Freskói egységes ideológiai koncepció szerint készültek: a római katolikus egyház egységét és a domonkos-rend dicsőségét hirdetik. Az ajtóval szemben levő oltárfalon Krisztus kínszenvedése látható, fölötte a mennyezeten pedig feltámadása. A szemközti bejárati falon Guzmán Szent Domonkos és Péter életéből vett jelenetek láthatók. A bal oldali falon Aquinói Szent Tamás dicsőségét ábrázolta a művész. Díszes gótikus trónuson ül a skolasztikus filozófus, próféták és szentek körében, lábánál pedig a tanításai által legyőzött „eretnekek”, Arius, Sabellius és Averroës. A másik oldalfal témája az egyház harca és diadala. A kép érdekessége, hogy az akkor még épülőfélben levő firenzei dómot is látható rajta, mégpedig úgy, mintha már el is készült volna. A dóm előtt, egyforma trónuson ül a pápa és a császár, az egyházi és világi hatalom megtestesítői, akik a festmény keletkezését megelőző századokban ritkán ültek ilyen békés egyetértésben. A pápa lábánál bárányok jelképezik a hivők seregét, akikre fekete-fehér kutyák vigyáznak. Ez célzás a dominikánus rendre (domini canes = az Úr kutyái), akiknek öltözéke is fekete-fehér volt.
A nagy kolostorudvar (Chiostro grande) freskói a 17. századból valók, a három kisebbé a 15. századból.